# Бугард, Дерек
Дерек Бугард (англ. Derek Boogaard; 23 июня 1982, Саскатун, Саскачеван — 13 мая 2011, Миннеаполис) — профессиональный канадский хоккеист, левый крайний нападающий команды НХЛ «Нью-Йорк Рейнджерс». Был известен как тафгай, имел несколько прозвищ: Бугимен, Маунти (с англ. — «конный полицейский»).

## Игровая карьера
В юниорском хоккее выступал за команды Западной хоккейной лиги (англ. WHL). После того, как в 2000—01 Бугард набрал 9 очков и 245 минут штрафа, он в 2001 году был выбран клубом НХЛ «Миннесота Уайлд» в седьмом раунде драфта под общим 202-м номером. Выступал за клубы Хоккейной лиги Восточного побережья (англ. ECHL) и Американской хоккейной лиги (англ. AHL). С сезона 2005—06 выступал за «Уайлд».

### Безголевая серия
Безголевая серия Бугарда составила 234 матча. Он забросил шайбу в матче против Анахайм Майти Дакс 7 января 2006 года, а затем смог отличиться только 9 ноября 2010 года в игре с Вашингтон Кэпиталс. Эта серия стала второй по продолжительности в НХЛ. Рекордом владеет уже завершивший карьеру защитник Кен Данейко, который не мог забросить шайбу 256 матчей подряд.

## Роль тафгая
Нокаутирующий удар Бугарда в бою против другого тафгая Тодда Федорюка в игре против «Анахайм Майти Дакс» помог разгореться дебатам по поводу запрета драк в НХЛ. После этого удара Федорюку пришлось восстанавливать челюсть при помощи титановых пластин. Интересно, что после этого случая, произошедшего в сезоне 2006—07, Бугард и Федорюк играли в сезоне 2007—08 вместе за «Уайлд». В 2007 году игроки Национальной хоккейной лиги отдали Дереку второе место после Жоржа Ларака в списке игроков, драться с которыми хочется меньше всего. Бугард был одним из самых габаритных бойцов НХЛ.
С Бугардом также связан один забавный инцидент в тренировочном лагере «Уайлд» перед сезоном 2001—02. Во время игры при попытке провести силовой приём Бугард ударился в заградительное стекло, разбив его вдребезги, и вылетел через борт с площадки.
Ожидалось, что в сезоне 2011-2012 Бугард будет выступать за чеховский «Витязь», и даже из источников в команде было известно, что между сторонами уже были достигнуты определённые соглашения, и что Бугард уже готов был в межсезонье прилететь в Россию и подписать контракт с «Витязем», однако этим планам не суждено было сбыться из-за смерти хоккеиста.

## Статистика

### Клубная статистика
| 1999-00     | Рэджайна Пэтс       | WHL         | 5   | 0 | 0  | 0  | 17  | —  | — | — | — | —  |
| 1999-00     | Принс-Джордж Кугарз | WHL         | 33  | 0 | 0  | 0  | 149 | —  | — | — | — | —  |
| 2000-01     | Принс-Джордж Кугарз | WHL         | 61  | 1 | 8  | 9  | 245 | 6  | 1 | 0 | 1 | 31 |
| 2001-02     | Принс-Джордж Кугарз | WHL         | 2   | 0 | 0  | 0  | 16  | —  | — | — | — | —  |
| 2001-02     | Медисин-Хат Тайгерс | WHL         | 46  | 1 | 8  | 9  | 178 | —  | — | — | — | —  |
| 2002-03     | Медисин-Хат Тайгерс | WHL         | 27  | 1 | 2  | 3  | 65  | —  | — | — | — | —  |
| 2002-03     | Луизиана Айсгэйторз | ECHL        | 33  | 1 | 2  | 3  | 240 | 2  | 0 | 0 | 0 | 0  |
| 2003-04     | Хьюстон Аэроз       | АХЛ         | 53  | 0 | 4  | 4  | 207 | 2  | 0 | 1 | 1 | 16 |
| 2004-05     | Хьюстон Аэроз       | АХЛ         | 56  | 1 | 4  | 5  | 259 | 5  | 0 | 0 | 0 | 38 |
| 2005-06     | Миннесота Уайлд     | НХЛ         | 65  | 2 | 4  | 6  | 158 | —  | — | — | — | —  |
| 2006-07     | Миннесота Уайлд     | НХЛ         | 48  | 0 | 1  | 1  | 120 | 4  | 0 | 1 | 1 | 20 |
| 2007-08     | Миннесота Уайлд     | НХЛ         | 34  | 0 | 0  | 0  | 74  | 6  | 0 | 0 | 0 | 24 |
| 2008-09     | Миннесота Уайлд     | НХЛ         | 51  | 0 | 3  | 3  | 87  | —  | — | — | — | —  |
| 2009-10     | Миннесота Уайлд     | НХЛ         | 57  | 0 | 4  | 4  | 105 | —  | — | — | — | —  |
| 2010-11     | Нью-Йорк Рейнджерс  | НХЛ         | 22  | 1 | 1  | 2  | 45  | —  | — | — | — | —  |
| Всего в НХЛ | Всего в НХЛ         | Всего в НХЛ | 277 | 3 | 13 | 16 | 599 | 10 | 0 | 1 | 1 | 44 |

## Вне льда
Бугард совместно со своим братом Аароном, выступающим в АХЛ, открыл бойцовский лагерь для детей 12-18 лет.

## Смерть
13 мая 2011 был найден мертвым в своей миннеаполисской квартире. Вскрытие показало, что смерть была случайной и наступила в результате смешения алкоголя и сильнодействующего болеутоляющего — оксикодона.